# Santa Fe de Mondújar
Santa Fe de Mondújar è un comune spagnolo  situato nella comunità autonoma dell'Andalusia.